# دموکراسی نوین (یونان)
دموکراسی نوین (یونانی: Νέα Δημοκρατία، Néa Dimokratía به‌طور مختصر ΝΔ, ND) نام حزب اصلی راستگرای میانه و یکی از دو حزب اصلی یونان می‌باشد. رهبر این حزب اوانجلوس میماراکیس است.